# Солбиате кон Каньо
Солбиа̀те кон Ка̀ньо (на италиански: Solbiate con Cagno; на ломбардски: Solbiàa e Cagn, Сулбиаа е Кан) е община в Северна Италия, провинция Комо, регион Ломбардия. Административен център на общината е село Солбиате (на италиански: Solbiate), което е разположено на 445 m надморска височина. Населението на общината е 4628 души (към 2017 г.).
Общината е създадена в 1 януари 2019 г. Тя се състои от двете предшествуващи общини Каньо и Солбиате, които сега са най-важните центрове на общината.